# Micrapatetis icela
Micrapatetis icela là một loài bướm đêm trong họ Noctuidae.